# I. e. 34
Évszázadok: i. e. 2. század – i. e. 1. század – 1. század
Évtizedek: i. e. 80-as évek – i. e. 70-es évek – i. e. 60-as évek – i. e. 50-es évek – i. e. 40-es évek – i. e. 30-as évek – i. e. 20-as évek – i. e. 10-es évek – i. e. 1-es évek – 1-es évek – 10-es évek
Évek: i. e. 39 – i. e. 38 – i. e. 37 – i. e. 36 –  i. e. 35 – i. e. 34 – i. e. 33 – i. e. 32 – i. e. 31 – i. e. 30 – i. e. 29

## Események

### Róma
- Marcus Antoniust és Lucius Scribonius Libót választják consulnak. Utóbbi helyét lemondása után Aemilius Lepidus Paullus veszi át.
- Octavianus britanniai hadjáratot készít elő, de a pannonok és dalmátok lázadása miatt újabb hadjáratot indít Illíria pacifikálására.
- Marcus Antonius Örményország ellen indít büntetőhadjáratot, mert II. Artavazdész királyt okolja két évvel korábbi pártus háborúja kudarcáért. Elfoglalja az örmény fővárost, Artaxatát, elfogja és Alexandriába viszi a királyt. Artavazdész fia, II. Artaxiasz a pártusokhoz menekül.
- Antonius Alexandriában diadalmenetet tart örmény győzelméért, amely során az aranyláncokba vert Artavazdészt is felvonultatják. Ez az első eset hogy Rómán kívül tartanak diadalmenetet. Az ünnepség végén Antonius bejelenti, hogy megszakítja Octavianussal kötött szövetségét.
- Antonius felosztja a keleti birodalmat: Libyát, Coele-Syriát és Ciprust Kleopátrának és Caesarionnak adományozza; Örményország, Média és Parthia (utóbbiak meghódítása még várat magára) Kleopátrával közös legidősebb fiáé, Alexandrosz Hélioszé; Phoenicia, Syria és Cilicia fiatalabb fiuké, Ptolemaiosz Philadelphoszé. Lányuk, Kleopátra Szeléné Krétát és Cyrenaicát kapja.

## Halálozások
- Caius Sallustius Crispus, római politikus és történetíró

## Fordítás
- Ez a szócikk részben vagy egészben  a(z)   34 av. J.-C. című francia Wikipédia-szócikk ezen változatának fordításán alapul.  Az eredeti cikk szerkesztőit annak laptörténete sorolja fel. Ez a jelzés csupán a megfogalmazás eredetét és a szerzői jogokat jelzi, nem szolgál a cikkben szereplő információk forrásmegjelöléseként.